# Ульяновка (Атяшевский район)
Ульяновка — посёлок в Атяшевском районе Мордовии. Входит в состав Сабанчеевского сельского поселения.

## История
Основан как посёлок Поляны в 1930 году переселенцами из села Сабанчеево. По данным на 1931 г. посёлок Поляны состоял из 20 дворов.

## Население
| 2002 | 2010 |
| ---- | ---- |
| 7    | ↘0   |

Национальный состав
Согласно результатам Всероссийской переписи населения 2002 года, в национальной структуре населения мордва-эрзя составляли 100 %.